# Gomphosus
Gomphosus Lacepède, 1801 è un genere di pesci di acqua salata appartenenti alla famiglia Labridae.

## Habitat e Distribuzione
Questo genere proviene dalle barriere coralline dell'oceano Indiano e dell'oceano Pacifico.

## Descrizione
Il corpo è allungato, compresso lateralmente, mentre la pinna caudale è a forma di mezzaluna. Una delle caratteristiche distintive è sicuramente il muso molto allungato degli adulti.

## Tassonomia
Questo genere comprende soltanto due specie:
- Gomphosus caeruleus
- Gomphosus varius